# Nguyễn Đình Triệu
Nguyễn Đình Triệu (* 4. November 1991 in Kiến Xương, Thái Bình) ist ein vietnamesischer Fußballtorhüter. Bei der Fußball-Südostasienmeisterschaft 2024 gewann er mit der Vietnamesischen Fußballnationalmannschaft den Titel und wurde zum besten Torhüter des Turniers gewählt.

## Karriere

### Klub
Obwohl er in der Jugend beim Hà Nội FC spielte und hier oft Einsätze hatte, musste er 2014 aufgrund seiner Familie erst einmal mit Fußball aufhören. Selbst ein angefangenes Studium im Kulturbereich konnte er erst auch nicht beenden und fing dann an für ein Unternehmen in der Ölindustrie zu arbeiten.
Danach spielte er nur noch fast immer in Amateurmannschaften (zuletzt für Bình Định FC), wo dann aber um 2020 herum von Nguyễn Minh Phương, welcher zu dieser Zeit Trainer von Bình Phước FC auf ihn aufmerksam wurde. So machte er hier schließlich im Alter von 28 Jahren sein Comeback als professioneller Fußballer in der V.League 2. Anfang 2022 beim unterschrieb er in der V.League 1 bei Hải Phòng FC, wo er nun eigentlich als zweiter Torhüter hinter Nguyễn Văn Toản dienen sollte. Schnell kam er aber auch als Stammkraft zum Einsatz und spielte eine große Rolle darin, seiner Mannschaft die Vizemeisterschaft zu ermöglichen. So wurde ihm von der Liga auch der Titel als Torhüter der Saison verliehen.

### Nationalmannschaft
Er war in seiner Jugend von 2009 bis 2010 bereits in der U19 von Vietnam aktiv und nahm mit dieser auch an der Asienmeisterschaft 2010 teil, kam in dieser Zeit aber nur zu einem bekannten Einsatz. 
Seine erste Nominierung für die A-Nationalmannschaft von Vietnam durch Trainer Philippe Troussier, war im Juni 2023 und am 11. September 2023, bei einem 2:0-Freundschaftsspielsieg über Palästina stand er erstmals im Tor. Ein paar Wochen später, stand er dann am 13. Oktober desselben Jahres nochmal bei einer 0:2-Freundschaftsspielniederlage gegen Usbekistan im Kasten.
Zur Asienmeisterschaft 2024 wurde er für den Turnierkader nominiert. Beim Gewinn der Südostasienmeisterschaft 2024 kam er in sechs der acht Partien seines Nationalteams zum Einsatz.